# Svazek obcí mikroregionu Rozvodí
Svazek obcí mikroregionu Rozvodí je svazek obcí dle ustanovení §49 až 53 a §46 ods.zák č. 128/2000 Sb. v okresu Přerov, jeho sídlem je Střítež nad Ludinou a jeho cílem je ochrana a prosazování společných zájmů členských obcí. Sdružuje celkem 7 obcí a byl založen v roce 2001.

## Obce sdružené v mikroregionu
- Bělotín
- Olšovec
- Partutovice
- Potštát
- Polom
- Jindřichov
- Střítež nad Ludinou